# سايروس كواندجيو
سايروس بيرينيس كواندجيو /ˈkwɑːndʒoʊ/ KWAHN-joh (مواليد 21 يوليو 1993) لاعب كرة قدم أمريكية محترف سابق من الكاميرون، وكان لاعب خط وسط هجومي في دوري كرة القدم الأمريكية (NFL). لعب كرة القدم الجامعية مع فريق ألاباما كريمسون تايد، وحصل على لقب أفضل لاعب أمريكي بالإجماع عام 2013. تم اختياره من قبل فريق بافالو بيلز في الجولة الثانية من مسودة دوري كرة القدم الأمريكية لعام 2014.

## بداياته
التحق كواندجيو في البداية بمدرسة هاي بوينت الثانوية في بلتسفيل بولاية ماريلاند، حيث لعب كرة القدم لفريق إيجلز. بعد عامه الأول، تم تجنيده ونقله إلى مدرسة ديماثا الكاثوليكية الثانوية في هاياتسفيل بولاية ماريلاند مع شقيقه الأكبر آري، حيث لعب كرة القدم لفريق ستاجز. شارك في مباراة أندر آرمور أول أمريكا لعام 2011. تلقى كواندجيو، وهو لاعب خط هجومي من فئة الخمس نجوم وأفضل لاعب إجماعي في البلاد من قبل Rivals.com و ESPN و Scout.com و SuperPrep، عروضًا من أكثر من ستين مدرسة، بما في ذلك: ألاباما وأوبورن ونيو مكسيكو وجامعة جنوب كاليفورنيا وأيوا. كان رابع لاعب محتمل في فئة التجنيد لعام 2011.
في يوم التوقيع الوطني، أعلن كواندجيو على ESPNU أنه سيلتحق بجامعة أوبورن. وفي وقت لاحق من ذلك اليوم، ورد أنه أعاد التفكير في اختياره وأنه لا يزال غير متأكد. وبعد ثلاثة أيام، في 5 فبراير 2011، أعلن شقيق كواندجيو، آري، على حسابه على تويتر أن سايروس سيلتحق بجامعة ألاباما.

## المسيرة الجامعية

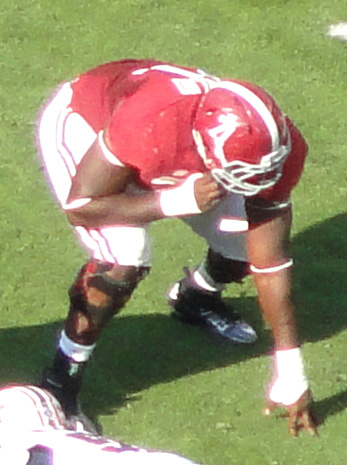
كواندجيو مع ألاباما في عام 2012

في عام 2011، ساهم كواندجيو كطالب جديد حقيقي، حيث لعب في ثماني مباريات حتى تعرض لإصابة في الركبة في الشوط الثاني ضد تينيسي أنهت موسمه.
في سنته الثانية عام 2012، بدأ كواندجيو جميع المباريات الـ 14 في مركز الظهير الأيسر. كان لديه أقل عدد من البدايات في مسيرته مع خط هجوم ألاباما في موسم 2012. في مباراة بطولة BCS الوطنية لعام 2013 ضد نوتردام، ركض ألاباما مرارًا وتكرارًا إلى اليسار خلف كواندجيو، مساهمًا في 265 ياردة صافية من الجري و5.9 ياردة لكل اندفاع. في ثالث محاولة لألاباما، صد كواندجيو بانكيك شيلدون داي، لاعب خط الدفاع في نوتردام. أنهى كواندجيو موسم 2012 مصنفًا كأفضل معالج هجومي من دفعة 2011.
في عام 2013، كان كواندجيو أحد اختيارات الفريق الأول في مؤتمر الجنوب الشرقي (SEC). بعد الموسم، قرر التخلي عن موسمه الأخير ودخل مشروع اتحاد كرة القدم الأميركي لعام 2014.

## المسيرة المهنية
في وقت مبكر من أبريل 2013، تم تصنيف كواندجيو كواحد من أفضل الاختيارات في مشروع اتحاد كرة القدم الأميركي لعام 2014.

### بوفالو بيلز
تم اختيار كوانجيو من قبل فريق بافالو بيلز في الجولة الثانية من مشروع اتحاد كرة القدم الأميركي لعام 2014. وأصبح خامس لاعب خط هجوم في ألاباما يتم اختياره في الجولتين الأوليين في ست سنوات، بعد أندريه سميث، وجيمس كاربنتر، وتشانس وارمك، ودي جي فلوكر.
تعرض كواندجيو لإصابة في الكاحل قرب بداية موسم 2016، مما تسبب في غيابه لعدة أسابيع. واستمر في لعب 12 مباراة مع خمس مباريات أساسية في عام 2016.
في 26 يناير 2017، تعرض كوانديجو لإصابة في الورك بعد سقوطه في منزله وخضع لعملية جراحية. كان من المتوقع أن يتعافى في الوقت المناسب لمعسكر التدريب. في 24 مايو 2017، استغنى فريق بيلز عن كوانديجو.

### ديترويت ليونز
في 15 يونيو 2017، وقع كوانديجو مع فريق ديترويت ليونز. وتم إطلاق سراحه في 29 أغسطس 2017.

### دنفر برونكوس
في 8 نوفمبر 2017، تم توقيع كواندجيو من قبل فريق دنفر برونكوس. لعب في ثلاث مباريات، وبدأ واحدة في مركز الظهير الأيمن في عام 2017.
في 1 سبتمبر 2018، تم إطلاق سراح كواندجيو من قبل فريق برونكوس. وتم إعادة توقيعه في 20 نوفمبر 2018. وتم إطلاق سراحه مرة أخرى في 4 ديسمبر 2018.

### حراس نيويورك
تم اختيار كواندجيو من قبل حراس نيويورك في دوري كرة القدم الأمريكية XFL في الجولة الثانية في المرحلة الثانية في مسودة دوري كرة القدم الأمريكية XFL لعام 2020.

### ساسكاتشوان راف رايدرز
في 23 مارس 2020، وقع كواندجيو مع فريق ساسكاتشوان راف رايدرز التابع لدوري كرة القدم الكندي. تقاعد من كرة القدم في 20 يوليو 2021.

## الحياة الشخصية
لعب شقيق كواندجيو الأكبر، آري، حارسًا هجوميًا في ألاباما وفريق واشنطن ريدسكينز. سايروس متزوج من صديقته الجامعية، إليزابيث فان زاندت التي كانت أيضًا رياضية في جامعة ألاباما. في 20 أبريل 2017، عُثر على كواندجيو عاري الملابس من قبل النواب ورجال الإطفاء في إلما، نيويورك. احتاج كواندجيو إلى عناية طبية في حالة غير معلنة، وحصل على الإسعافات الأولية. سلم كواندجيو نفسه رسميًا، متجنبًا اعتقاله.

## روابط خارجية
- Cyrus Kouandjio على موقع مرجع كرة القدم المحترفة.كوم (الإنجليزية)